# Provinciedistrict
Een provinciedistrict is een administratieve indeling in België tijdens de provincieraadsverkiezingen.
Door het Lambermontakkoord in 2000 werd de bevoegdheid voor de organisatie en werking van het lokale bestuur overgedragen aan de gewesten. Dit hield eveneens de overdracht in van de lokale kieswetgeving (zijnde gemeentelijk en provinciaal niveau). Wat het provinciale niveau betreft, is dit dus alleen relevant voor het Vlaams en Waals Gewest, gezien sinds de splitsing van de provincie Brabant in 1995 er geen provinciaal niveau meer is in Brussel-Hoofdstad.
In Wallonië bestaat nog het oude systeem: de provinciedistricten vormen het tussenliggende niveau tussen de kiesarrondissementen en de kieskantons; de reststemmen van een partij over de verschillende provinciedistricten van hetzelfde kiesarrondissement kunnen er via apparentering worden samengevoegd.
In Vlaanderen werden in 2017 de kantons afgeschaft en vormen provinciedistricten het enige niveau voor de verdeling van zetels bij provincieraadsverkiezingen, zonder apparentering.

## Oprichting
De districten werd in het leven geroepen door de provinciekieswet van 1921 als groepering van kieskantons. Deze nieuwe kiesomschrijvingen kwamen er ter vervanging van de gerechtelijke kantons die tot dan gebruikt werden als kiesomschrijving voor de provincieraadsverkiezingen. Dit was nodig voor de invoering van evenredige vertegenwoordiging, aangezien 104 van de 222 (gerechtelijke) kantons slechts één of twee provincieraadsleden verkozen.
| Provincie       | (Gerechtelijke) kantons | Districten |
| --------------- | ----------------------- | ---------- |
| Antwerpen       | 21                      | 9          |
| Brabant         | 29                      | 14         |
| West-Vlaanderen | 31                      | 12         |
| Oost-Vlaanderen | 34                      | 14         |
| Henegouwen      | 33                      | 14         |
| Luik            | 83                      | 11         |
| Limburg         | 13                      | 10         |
| Luxemburg       | 20                      | 9          |
| Namen           | 15                      | 9          |
| Totaal          | 222                     | 102        |

## Vlaamseprovinciedistricten

### Verkiezingen 2006
In het Provinciedecreet van 2005 van de Vlaamse regering herdefinieerde deze de opdracht, bevoegdheden en organisatie van de (Vlaamse) provincies. Provincies met een miljoen inwoners of meer hadden 84 provincieraadsleden, deze met minder inwoners (de facto enkel Limburg) hadden er 75. Voorafgaand aan de provinciale verkiezingen in 2006 werd de lijst met indeling in provinciale kiesdistricten gepubliceerd en de zetelverdeling op basis van de bevolkingsaantallen per provinciedistrict. Er waren in totaal 52 provinciedistricten.
| provincie                                 | arrondissement  | provinciedistrict  | kieskantons                               |
| ----------------------------------------- | --------------- | ------------------ | ----------------------------------------- |
| Provincieraad Antwerpen (84 zetels)       | Antwerpen       | Antwerpen (24)     | Antwerpen                                 |
| Provincieraad Antwerpen (84 zetels)       | Antwerpen       | Boom (9)           | Boom, Kontich                             |
| Provincieraad Antwerpen (84 zetels)       | Antwerpen       | Kapellen (15)      | Kapellen, Brecht, Zandhoven               |
| Provincieraad Antwerpen (84 zetels)       | Mechelen        | Mechelen (7)       | Mechelen, Puurs                           |
| Provincieraad Antwerpen (84 zetels)       | Mechelen        | Lier (8)           | Lier, Duffel, Heist-op-den-Berg           |
| Provincieraad Antwerpen (84 zetels)       | Turnhout        | Turnhout (6)       | Turnhout, Hoogstraten                     |
| Provincieraad Antwerpen (84 zetels)       | Turnhout        | Herentals (8)      | Herentals, Westerlo                       |
| Provincieraad Antwerpen (84 zetels)       | Turnhout        | Mol (7)            | Mol, Arendonk                             |
| Provincieraad Limburg (75 zetels)         | Hasselt         | Hasselt (10)       | Hasselt                                   |
| Provincieraad Limburg (75 zetels)         | Hasselt         | Beringen (10)      | Beringen                                  |
| Provincieraad Limburg (75 zetels)         | Hasselt         | Genk (8)           | Genk                                      |
| Provincieraad Limburg (75 zetels)         | Hasselt         | Herk-de-Stad (3)   | Herk-de-Stad                              |
| Provincieraad Limburg (75 zetels)         | Hasselt         | Sint-Truiden (5)   | Sint-Truiden                              |
| Provincieraad Limburg (75 zetels)         | Maaseik         | Maaseik (5)        | Maaseik                                   |
| Provincieraad Limburg (75 zetels)         | Maaseik         | Bree (4)           | Bree                                      |
| Provincieraad Limburg (75 zetels)         | Maaseik         | Neerpelt (7)       | Pelt                                      |
| Provincieraad Limburg (75 zetels)         | Maaseik         | Peer (5)           | Peer                                      |
| Provincieraad Limburg (75 zetels)         | Tongeren        | Tongeren (5)       | Tongeren, Riemst, Voeren                  |
| Provincieraad Limburg (75 zetels)         | Tongeren        | Bilzen (4)         | Bilzen                                    |
| Provincieraad Limburg (75 zetels)         | Tongeren        | Borgloon (5)       | Borgloon                                  |
| Provincieraad Limburg (75 zetels)         | Tongeren        | Maasmechelen (5)   | Maasmechelen                              |
| Provincieraad Oost-Vlaanderen (84 zetels) | Aalst           | Aalst (7)          | Aalst                                     |
| Provincieraad Oost-Vlaanderen (84 zetels) | Aalst           | Geraardsbergen (5) | Geraardsbergen, Ninove                    |
| Provincieraad Oost-Vlaanderen (84 zetels) | Aalst           | Zottegem (4)       | Zottegem, Herzele                         |
| Provincieraad Oost-Vlaanderen (84 zetels) | Dendermonde     | Dendermonde (7)    | Dendermonde, Wetteren                     |
| Provincieraad Oost-Vlaanderen (84 zetels) | Dendermonde     | Zele (4)           | Zele, Hamme                               |
| Provincieraad Oost-Vlaanderen (84 zetels) | Eeklo           | Eeklo (5)          | Eeklo, Assenede, Kaprijke                 |
| Provincieraad Oost-Vlaanderen (84 zetels) | Gent            | Deinze (6)         | Deinze, Nazareth, Nevele                  |
| Provincieraad Oost-Vlaanderen (84 zetels) | Gent            | Evergem (4)        | Evergem, Waarschoot, Zomergem             |
| Provincieraad Oost-Vlaanderen (84 zetels) | Gent            | Gent (14)          | Gent                                      |
| Provincieraad Oost-Vlaanderen (84 zetels) | Gent            | Lochristi (7)      | Lochristi, Destelbergen, Merelbeke        |
| Provincieraad Oost-Vlaanderen (84 zetels) | Oudenaarde      | Oudenaarde (3)     | Oudenaarde, Kruishoutem                   |
| Provincieraad Oost-Vlaanderen (84 zetels) | Oudenaarde      | Ronse (4)          | Ronse, Brakel, Horebeke                   |
| Provincieraad Oost-Vlaanderen (84 zetels) | Sint-Niklaas    | Sint-Niklaas (7)   | Sint-Niklaas, Lokeren                     |
| Provincieraad Oost-Vlaanderen (84 zetels) | Sint-Niklaas    | Temse (7)          | Temse, Beveren, Sint-Gillis-Waas          |
| Provincieraad West-Vlaanderen (84 zetels) | Brugge          | Brugge (20)        | Brugge, Torhout                           |
| Provincieraad West-Vlaanderen (84 zetels) | Diksmuide       | Diksmuide (4)      | Diksmuide                                 |
| Provincieraad West-Vlaanderen (84 zetels) | Ieper           | Ieper (6)          | Ieper, Vleteren, Wervik, Zonnebeke        |
| Provincieraad West-Vlaanderen (84 zetels) | Ieper           | Poperinge (2)      | Mesen, Poperinge                          |
| Provincieraad West-Vlaanderen (84 zetels) | Kortrijk        | Kortrijk (10)      | Kortrijk, Avelgem                         |
| Provincieraad West-Vlaanderen (84 zetels) | Kortrijk        | Harelbeke (5)      | Harelbeke                                 |
| Provincieraad West-Vlaanderen (84 zetels) | Kortrijk        | Menen (5)          | Menen                                     |
| Provincieraad West-Vlaanderen (84 zetels) | Oostende        | Oostende (11)      | Oostende, Gistel                          |
| Provincieraad West-Vlaanderen (84 zetels) | Roeselare       | Roeselare (6)      | Roeselare                                 |
| Provincieraad West-Vlaanderen (84 zetels) | Roeselare       | Izegem (5)         | Izegem, Hooglede, Lichtervelde            |
| Provincieraad West-Vlaanderen (84 zetels) | Tielt           | Tielt (6)          | Tielt, Meulebeke, Oostrozebeke, Ruiselede |
| Provincieraad West-Vlaanderen (84 zetels) | Veurne          | Veurne (4)         | Veurne, Nieuwpoort                        |
| Provincieraad Vlaams-Brabant (84 zetels)  | Halle-Vilvoorde | Halle (24)         | Halle, Asse, Lennik                       |
| Provincieraad Vlaams-Brabant (84 zetels)  | Halle-Vilvoorde | Vilvoorde (22)     | Vilvoorde, Meise, Zaventem                |
| Provincieraad Vlaams-Brabant (84 zetels)  | Leuven          | Leuven (15)        | Leuven                                    |
| Provincieraad Vlaams-Brabant (84 zetels)  | Leuven          | Diest (15)         | Diest, Aarschot, Haacht                   |
| Provincieraad Vlaams-Brabant (84 zetels)  | Leuven          | Tienen (8)         | Tienen, Glabbeek, Landen, Zoutleeuw       |

### Arrest Grondwettelijk Hof 2007
Een arrest van het Grondwettelijk Hof van 5 december 2007 vernietigde de indeling omdat deze een schending vormde van de grondwetsartikelen 10 en 11. Het hof oordeelde dat het verschil in omvang een niet-redelijke impact uitoefende op de verkiezingsresultaten. De vaststelling gold voornamelijk voor de kleine provinciedistricten van de provincies Limburg, West- en Oost-Vlaanderen. Zo waren er in district Herk-de-Stad maar 3 en in tal van andere kleine districten slechts 4 zetels te begeven. Daardoor bestonden er grote verschillen op het vlak van de natuurlijke kiesdrempel (van 2,75 % tot meer dan 16 % van de stemmen nodig om één zetel binnen te halen), wat tot gevolg had dat het voor kleinere politieke partijen in sommige provincies, administratieve arrondissementen of kiesdistricten veel moeilijker was om verkozenen te behalen dan in andere. 

### Verkiezingen 2012
Het Lokaal en Provinciaal Kiesdecreet van 2011 regelde de indeling in kiesarrondissementen en provinciedistricten. Een aantal provinciedistricten werden samengevoegd (van 52 naar 35 in totaal), en voor het arrondissementeel niveau werden de voormalige senatoriële kiesarrondissementen gehanteerd. De provinciedistricten werden zo bepaald, dat elk van hen met minstens 6 zetels vertegenwoordigd is in de provincieraad. Er kwam een kiesdrempel van 5%. Tegelijk werden de aantallen provincieraadsleden verminderd. Deze indeling werd toegepast bij de provincieraadsverkiezingen van oktober 2012.
| provincie                                 | kiesarrondissement   | provinciedistrict                                            | kieskantons |
| ----------------------------------------- | -------------------- | ------------------------------------------------------------ | ----------- |
| Provincieraad Antwerpen (72 zetels)       |                      |                                                              |             |
| Antwerpen (41)                            | Antwerpen (21)       | Antwerpen                                                    |             |
| Antwerpen (41)                            | Boom (7)             | Boom, Kontich                                                |             |
| Antwerpen (41)                            | Kapellen (13)        | Kapellen, Brecht, Zandhoven                                  |             |
| Mechelen-Turnhout (31)                    | Herentals (7)        | Herentals, Westerlo                                          |             |
| Mechelen-Turnhout (31)                    | Lier (7)             | Lier, Duffel, Heist-op-den-Berg                              |             |
| Mechelen-Turnhout (31)                    | Mechelen (6)         | Mechelen, Puurs                                              |             |
| Mechelen-Turnhout (31)                    | Turnhout (11)        | Turnhout, Arendonk, Mol, Hoogstraten                         |             |
| Provincieraad Limburg (63 zetels)         |                      |                                                              |             |
| Limburg (63)                              | Hasselt (8)          | Hasselt                                                      |             |
| Limburg (63)                              | Beringen (9)         | Beringen                                                     |             |
| Limburg (63)                              | Peer (7)             | Peer, Bree                                                   |             |
| Limburg (63)                              | Genk (7)             | Genk                                                         |             |
| Limburg (63)                              | Sint-Truiden (10)    | Sint-Truiden, Herk-de-Stad, Borgloon                         |             |
| Limburg (63)                              | Maasmechelen (9)     | Maasmechelen, Maaseik                                        |             |
| Limburg (63)                              | Neerpelt (6)         | Neerpelt                                                     |             |
| Limburg (63)                              | Tongeren (7)         | Tongeren, Bilzen, Riemst, Voeren                             |             |
| Provincieraad Oost-Vlaanderen (72 zetels) |                      |                                                              |             |
| Gent (30)                                 | Gent (12)            | Gent                                                         |             |
| Gent (30)                                 | Deinze (11)          | Deinze, Nazareth, Nevele, Destelbergen, Lochristi, Merelbeke |             |
| Gent (30)                                 | Eeklo (7)            | Eeklo, Assenede, Kaprijke, Evergem, Waarschoot, Zomergem     |             |
| Aalst-Oudenaarde (20)                     | Aalst (6)            | Aalst                                                        |             |
| Aalst-Oudenaarde (20)                     | Geraardsbergen (8)   | Geraardsbergen, Ninove, Herzele, Zottegem                    |             |
| Aalst-Oudenaarde (20)                     | Oudenaarde (6)       | Oudenaarde, Kruishoutem, Brakel, Horebeke, Ronse             |             |
| Dendermonde-Sint-Niklaas (22)             | Dendermonde (10)     | Dendermonde, Wetteren, Hamme, Zele                           |             |
| Dendermonde-Sint-Niklaas (22)             | Sint-Niklaas (12)    | Sint-Niklaas, Lokeren, Beveren, Sint-Gillis-Waas, Temse      |             |
| Provincieraad West-Vlaanderen (72 zetels) |                      |                                                              |             |
| Brugge (17)                               | Brugge (17)          | Brugge, Torhout                                              |             |
| Kortrijk-Ieper (24)                       | Ieper (7)            | Ieper, Vleteren, Wervik, Zonnebeke, Mesen, Poperinge         |             |
| Kortrijk-Ieper (24)                       | Kortrijk (17)        | Kortrijk, Menen, Harelbeke, Avelgem                          |             |
| Oostende-Veurne-Diksmuide (16)            | Oostende (9)         | Oostende, Gistel                                             |             |
| Oostende-Veurne-Diksmuide (16)            | Veurne-Diksmuide (7) | Diksmuide, Nieuwpoort, Veurne                                |             |
| Roeselare-Tielt (15)                      | Roeselare (9)        | Roeselare, Hooglede, Izegem, Lichtervelde                    |             |
| Roeselare-Tielt (15)                      | Tielt (6)            | Tielt, Meulebeke, Oostrozebeke, Ruiselede                    |             |
| Provincieraad Vlaams-Brabant (72 zetels)  |                      |                                                              |             |
| Halle-Vilvoorde (40)                      | Halle (21)           | Halle, Asse, Lennik                                          |             |
| Halle-Vilvoorde (40)                      | Vilvoorde (19)       | Vilvoorde, Meise, Zaventem                                   |             |
| Leuven (32)                               | Leuven (13)          | Leuven                                                       |             |
| Leuven (32)                               | Diest (12)           | Diest, Aarschot, Haacht                                      |             |
| Leuven (32)                               | Tienen (7)           | Tienen, Glabbeek, Landen, Zoutleeuw                          |             |

### Verkiezingen 2018
Bij de hervorming in 2017 (decreet van 30 juni 2017) werden de provincieraadsleden gehalveerd, de kieskantons afgeschaft, een aantal provinciedistricten samengevoegd en apparentering afgeschaft. De nieuwe indeling wordt voor het eerst toegepast bij de provincieraadsverkiezingen van 14 oktober 2018.
In Antwerpen, Limburg en Vlaams-Brabant komen de provinciedistricten volledig overeen met de administratieve arrondissementen. In Oost-Vlaanderen en West-Vlaanderen komen de provinciedistricten overeen met gegroepeerde arrondissementen, waarbij Gent ook Eeklo omvat en Ieper-Oostende-Diksmuide ook Veurne omvat.
| provincie                                 | kiesarrondissement       | provinciedistrict             |
| ----------------------------------------- | ------------------------ | ----------------------------- |
| Provincieraad Antwerpen (36 zetels)       | Antwerpen                | Antwerpen (20)                |
| Provincieraad Antwerpen (36 zetels)       | Mechelen-Turnhout        | Mechelen (7)                  |
| Provincieraad Antwerpen (36 zetels)       | Mechelen-Turnhout        | Turnhout (9)                  |
| Provincieraad Limburg (31 zetels)         | Limburg                  | Hasselt (15)                  |
| Provincieraad Limburg (31 zetels)         | Limburg                  | Maaseik (9)                   |
| Provincieraad Limburg (31 zetels)         | Limburg                  | Tongeren (7)                  |
| Provincieraad Oost-Vlaanderen (36 zetels) | Gent                     | Gent (15)                     |
| Provincieraad Oost-Vlaanderen (36 zetels) | Aalst-Oudenaarde         | Aalst-Oudenaarde (10)         |
| Provincieraad Oost-Vlaanderen (36 zetels) | Dendermonde-Sint-Niklaas | Dendermonde-Sint-Niklaas (11) |
| Provincieraad Vlaams-Brabant (36 zetels)  | Halle-Vilvoorde          | Halle-Vilvoorde (20)          |
| Provincieraad Vlaams-Brabant (36 zetels)  | Leuven                   | Leuven (16)                   |
| Provincieraad West-Vlaanderen (36 zetels) | Brugge                   | Brugge (9)                    |
| Provincieraad West-Vlaanderen (36 zetels) | Ieper-Oostende-Diksmuide | Ieper-Oostende-Diksmuide (11) |
| Provincieraad West-Vlaanderen (36 zetels) | Kortrijk-Roeselare-Tielt | Kortrijk-Roeselare-Tielt (16) |

## Waalseprovinciedistricten
De zetelaantallen weergegeven in onderstaande tabel zijn de aantallen voor de provincieraden.
Bij de verkiezingen voor de provincieraden zijn de provinciedistricten gelijk aan of maken ze deel uit van de administratieve arrondissementen.
| Waalse Gewest                           |                       |                   |
| provincie                               | arrondissement        | provinciedistrict |
| Provincieraad Luik (56 zetels)          |                       |                   |
| Luik (26)                               | Luik (10)             |                   |
| Luik (26)                               | Wezet (5)             |                   |
| Luik (26)                               | Fléron (7)            |                   |
| Luik (26)                               | Seraing (4)           |                   |
| Luik (26)                               | Saint-Nicolas (5)     |                   |
| Verviers (15)                           | Verviers (7)          |                   |
| Verviers (15)                           | Dison (4)             |                   |
| Verviers (15)                           | Eupen (4)             |                   |
| Hoei (6)                                | Hoei (6)              |                   |
| Borgworm (4)                            | Borgworm (4)          |                   |
| Provincieraad Luxemburg (37 zetels)     |                       |                   |
| Aarlen (8)                              | Aarlen (8)            |                   |
| Bastenaken (6)                          | Bastenaken (6)        |                   |
| Marche-en-Famenne (7)                   | Marche-en-Famenne (7) |                   |
| Neufchâteau (9)                         | Neufchâteau (5)       |                   |
| Neufchâteau (9)                         | Bouillon (4)          |                   |
| Virton (7)                              | Virton (7)            |                   |
| Provincieraad Namen (37 zetels)         |                       |                   |
| Dinant (9)                              | Dinant (5)            |                   |
| Dinant (9)                              | Ciney (4)             |                   |
| Namen (23)                              | Namen (9)             |                   |
| Namen (23)                              | Andenne (5)           |                   |
| Namen (23)                              | Gembloers (9)         |                   |
| Provincieraad Henegouwen (56 zetels)    |                       |                   |
| Aat (4)                                 | Aat (4)               |                   |
| Charleroi (18)                          | Charleroi (9)         |                   |
| Charleroi (18)                          | Châtelet (4)          |                   |
| Charleroi (18)                          | Fontaine-l'Évêque (5) |                   |
| Bergen (11)                             | Bergen (4)            |                   |
| Bergen (11)                             | Boussu (7)            |                   |
| Zinnik (8)                              | Zinnik (4)            |                   |
| Zinnik (8)                              | La Louvière (4)       |                   |
| Thuin (6)                               | Thuin (6)             |                   |
| Doornik-Moeskroen                       | Doornik (9)           |                   |
| Provincieraad Waals-Brabant (37 zetels) |                       |                   |
| Nijvel (37)                             | Nijvel (16)           |                   |
| Nijvel (37)                             | Waver (21)            |                   |